# برينت تيت
برينت تيت (بالإنجليزية: Brent Tate)‏ هو لاعب دوري الرغبي أسترالي، ولد في 3 مارس 1982 في روما (أستراليا) في أستراليا.

## روابط خارجية
- برينت تيت على موقع ItsRugby.co.uk (الإنجليزية)